# Alexandre le Grand (roman)
Pour les articles homonymes, voir Alexandre le Grand (homonymie).
Alexandre Le Grand, sous-titré Le Roman d'un dieu, est un roman historique de l'écrivain français Maurice Druon, publié en juin 1958, portant sur la vie et les conquêtes d'Alexandre le Grand. 
Pour l'écriture, Druon a eu pour prête-plume le futur critique littéraire Matthieu Galey.

## Le roman
Le roman retrace la vie et les conquêtes d'Alexandre le Grand, roi de Macédoine, racontées par Aristandre de Telmessos, « premier conseiller sacré et (…) devin officiel » du conquérant et de son père, le roi Philippe II de Macédoine.  Entrecoupée de 55 notes et commentaires historiques, cette œuvre se veut une reconstitution romancée mais bien ancrée dans l'Histoire ancienne. En effet, pour rédiger son œuvre, l'auteur a utilisé « les travaux des historiens anciens tels que Quinte-Curce, Plutarque, ou Arrien de Nicomédie, mais aussi (…) les textes philosophiques et les écrits sacrés ».